# Stéphane Rousseau

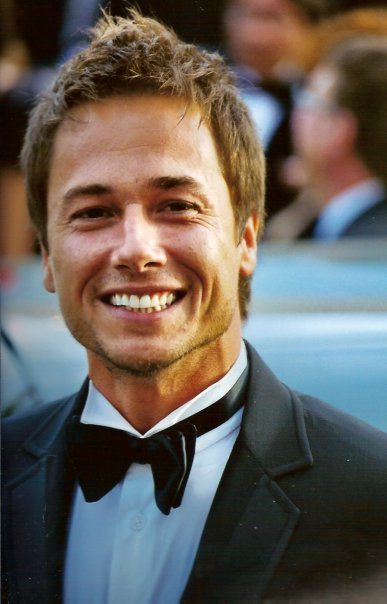
Stéphane Rousseau

Stéphane Rousseau (* 17. September 1966 in LaSalle bei Montreal) ist ein kanadischer Schauspieler und Komödiant.
Er begann seine Karriere 1987 im Radio und wurde zu einem bekannten Stand-up-Comedian, seinen frühen Auftritten in Québec folgten später auch Tourneen in Frankreich. Für seine Darstellung in Denys Arcands Oscar-prämiertem Drama Die Invasion der Barbaren gewann er 2004 einen Genie Award als „bester Nebendarsteller“.

## Filmografie (Auswahl)
- 2003: Die Invasion der Barbaren (Les Invasions barbares)
- 2007: One Man Show (DVD von einem Live-Auftritt in Paris)
- 2008: Asterix bei den Olympischen Spielen (Astérix aux jeux olympiques)
- 2010: Fatal
- 2014: Paris um jeden Preis (Paris à tout prix)
- 2021: Sam